# Murder on the Dancefloor
Singles de Sophie Ellis-Bextor
Take Me Home
(2001) Get Over You / Move This Mountain
(2002)
Pistes de Read My Lips
Move This Mountain
(3) I Believe
(4)
Murder on the Dancefloor est une chanson de la chanteuse britannique Sophie Ellis-Bextor sortie le 3 décembre 2001. 2e single extrait de son 2e album studio Read My Lips, la chanson a été écrite par Gregg Alexander, Sophie Ellis-Bextor et produite par Gregg Alexander et Matt Rowe. Après le single Take Me Home sorti en août 2001, Sophie Ellis-Bextor sort son single le plus vendu de sa carrière. Le single atteint la 2e place dans le UK Singles Chart et reste 33 semaines dans ce classement.
En 2024, à la faveur de son utilisation dans le film Saltburn, la chanson devient virale sur les réseaux sociaux et fait son retour parmi les dix meilleures ventes de singles au Royaume-Uni, atteignant la 2e place du classement 22 ans après sa sortie,.
Elle revient ensuite dans les classements des ventes de plusieurs pays et entre pour la première fois dans le Billboard Hot 100 aux États-Unis et dans le Hot 100 au Canada.

## Clip vidéo
Le clip vidéo, réalisé par Sophie Muller, met en scène la chanteuse prête à tout pour gagner un concours de danse.

## Formats et liste des pistes
CD single au Royaume-Uni
1. Murder on the Dancefloor – 3:53
2. Never Let Me Down – 4:12
3. Murder on the Dancefloor (Parky & Birchy Remix) – 4:56
4. Murder on the Dancefloor (video) – 3:50

Cassette single
1. Murder on the Dancefloor – 3:37
2. Murder on the Dancefloor (Jewels & Stone Mix Edit) – 4:52

CD single en Allemagne
1. Murder on the Dancefloor (Radio Edit) – 3:37
2. Murder on the Dancefloor (Extended Album Version) – 5:32
3. Murder on the Dancefloor (Jewels & Stone Mix Edit) – 4:50
4. Murder on the Dancefloor (G-Club Vocal Mix Edit) – 5:10
5. Murder on the Dancefloor (Phunk Investigation Vocal Edit) – 5:07
6. Murder on the Dancefloor (Parky & Birchy Remix) – 7:22
7. Murder on the Dancefloor (Twin Murder Club Mix) – 7:11

## Classements hebdomadaires
| Classement (2001-2002)                  | Meilleure position |
| --------------------------------------- | ------------------ |
| Allemagne (Media Control AG)            | 11                 |
| Australie (ARIA)                        | 3                  |
| Autriche (Ö3 Austria Top 40)            | 10                 |
| Belgique (Flandre Ultratop 50 Singles)  | 18                 |
| Belgique (Wallonie Ultratop 50 Singles) | 7                  |
| Danemark (Tracklisten)                  | 3                  |
| Écosse (OCC)                            | 2                  |
| États-Unis (Dance Club Songs)           | 26                 |
| Finlande (Suomen virallinen lista)      | 15                 |
| France (SNEP)                           | 5                  |
| Hongrie (Rádiós Top 40)                 | 2                  |
| Hongrie (Single Top 40)                 | 16                 |
| Irlande (IRMA)                          | 2                  |
| Italie (FIMI)                           | 5                  |
| Norvège (VG-lista)                      | 2                  |
| Nouvelle-Zélande (RMNZ)                 | 2                  |
| Pays-Bas (Single Top 100)               | 7                  |
| Royaume-Uni (UK Singles Chart)          | 2                  |
| Suède (Sverigetopplistan)               | 8                  |
| Suisse (Schweizer Hitparade)            | 7                  |

| Classement (2023-2024)                  | Meilleure position |
| --------------------------------------- | ------------------ |
| Allemagne (GfK Entertainment)           | 19                 |
| Australie (ARIA)                        | 7                  |
| Autriche (Ö3 Austria Top 40)            | 8                  |
| Belgique (Flandre Ultratop 50 Singles)  | 32                 |
| Belgique (Wallonie Ultratop 50 Singles) | 38                 |
| Canada (Canadian Hot 100)               | 21                 |
| Danemark (Tracklisten)                  | 17                 |
| États-Unis (Billboard Hot 100)          | 51                 |
| France (SNEP)                           | 29                 |
| Irlande (Irish Singles Chart)           | 2                  |
| Italie (FIMI)                           | 38                 |
| Norvège (VG-lista)                      | 8                  |
| Nouvelle-Zélande (RMNZ)                 | 7                  |
| Pays-Bas (Single Top 100)               | 7                  |
| Portugal (AFP)                          | 43                 |
| Royaume-Uni (UK Singles Chart)          | 2                  |
| Royaume-Uni (UK Dance Chart)            | 1                  |
| Suède (Sverigetopplistan)               | 24                 |
| Suisse (Schweizer Hitparade)            | 12                 |

## Certifications
| Pays                    | Certification | Date       | Unités certifiées |
| ----------------------- | ------------- | ---------- | ----------------- |
| Allemagne (BVMI)        | Or            | 2024       | 300 000           |
| Australie (ARIA)        | 6 × Platine   | 2024       | 420 000           |
| Belgique (BEA)          | Or            | 31/08/2002 | 25 000            |
| Canada (Music Canada)   | Or            | 13/02/2024 | 40 000            |
| Danemark (IFPI Danmark) | Platine       | 07/2024    | 90 000            |
| Espagne (Promusicae)    | Or            | 2024       | 30 000            |
| États-Unis (RIAA)       | Platine       | 23/10/2024 | 1 000 000         |
| France (SNEP)           | Or            | 03/12/2002 | 250 000           |
| Italie (FIMI)           | Or            | 2024       | 50 000            |
| Nouvelle-Zélande (RMNZ) | 2 × Platine   | 2024       | 60 000            |
| Portugal (AFP)          | Or            | 2024       | 5 000             |
| Royaume-Uni (BPI)       | 3 × Platine   | 08/11/2024 | 1 800 000         |